# Ringdrossel

Verbreitung der Ringdrossel:
Brutgebiete
Ganzjähriges Vorkommen
Migration
Überwinterungsgebiete

Die Ringdrossel (Turdus torquatus) oder Alpenamsel ist ein manchernorts seltener Singvogel aus der Familie der Drosseln (Turdidae). Sie ist ein Kurzstreckenzieher.

## Beschreibung
Die Ringdrossel ist der Amsel (Schwarzdrossel) in Größe und Struktur sehr ähnlich. Kennzeichnendes Merkmal, das die Art unverwechselbar macht, ist der breite weiße Bruststreif, von dem sich das dunkelbraunschwärzliche, ungezeichnete Hals-, Nacken- und Kopfgefieder kapuzenartig abhebt. Das übrige Oberseiten - und Unterseitengefieder ist ebenfalls bräunlich schwarz. Schwingen und Schulterfedern sind deutlich weiß gerandet, ebenso die meisten Federn der Bauchseite, wodurch diese Körperregion ein geschupptes Aussehen erhält. Der Unterschnabel des Männchens ist orange. Beim Weibchen geht die Färbung eher in Richtung braun und der Bruststreifen ist hellgrau. Der Körper erreicht eine Größe von etwa 24 bis 27 Zentimetern, die Spannweite beträgt 38 bis 42 Zentimeter. Das Jugendgefieder der Jungvögel weist noch keinen Bruststreifen auf, sondern ist gefleckt. Der Gesang klingt wie „tack…tack“ oder „trüh…trüh“.

## Lebensraum
Die Ringdrossel bevorzugt lichte Nadelwälder in höheren Mittelgebirgen und in den Alpen, aber auch Berg-, Fichten- und Moorwälder in Nordeuropa sind beliebte Brutgebiete. Ihre Winterquartiere liegen im Mittelmeerraum und im Iran, wo sie sich von November bis Februar aufhält. Allein in der Schweiz geht die Vogelwarte Sempach von 50.000 bis 75.000 Brutpaaren aus.

## Ernährung
Die Ringdrossel ernährt sich von Weichtieren, Beeren, Insekten und deren Larven, aber ganz oben auf dem Speiseplan steht der Regenwurm.

## Fortpflanzung

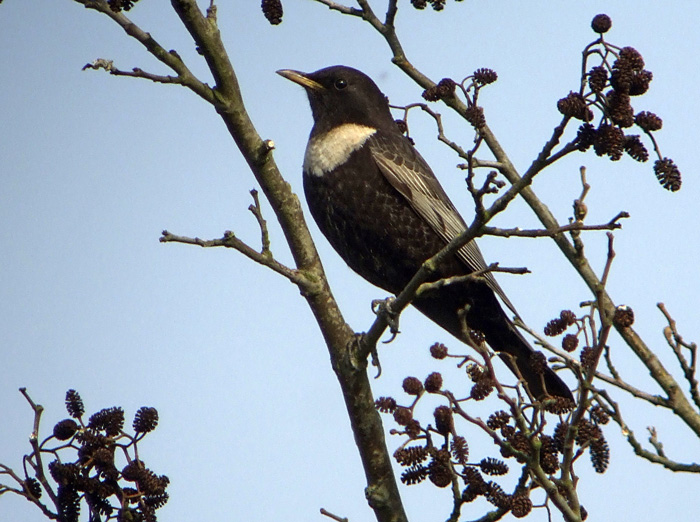
Männchen

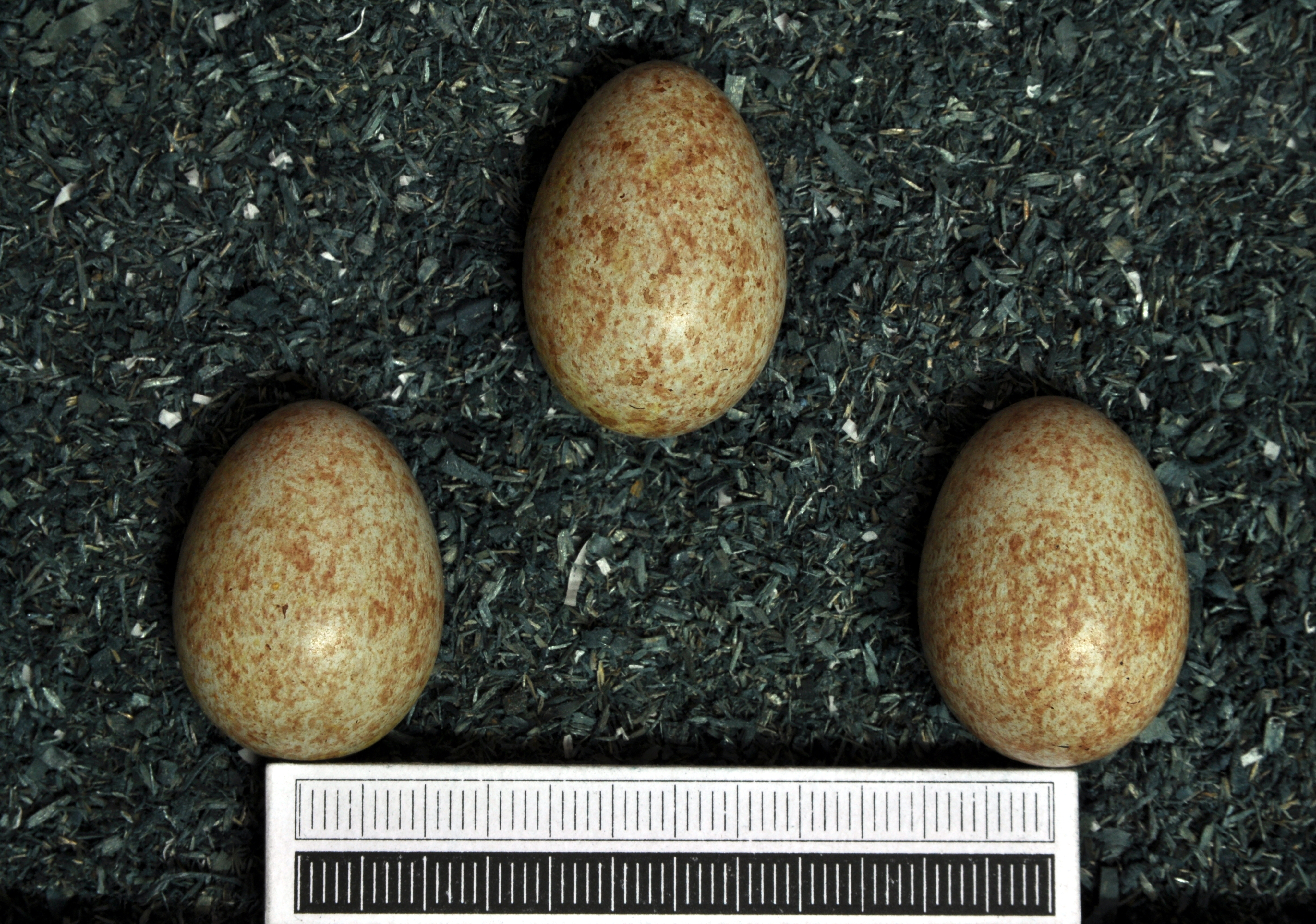
Gelege, Sammlung Museum Wiesbaden

Das typische Drosselnest wird vom Weibchen recht niedrig auf Nadelbäumen und Büschen aus Zweigen, Halmen, Gras, Wurzeln und Moos gebaut. Die drei bis fünf blaugrün und braungefleckten Eier werden zwei Wochen lang in der Brutzeit von April bis August bebrütet. Nach 12 bis 14 Tagen werden die Jungvögel flügge. Manchernorts brütet die Ringdrossel zweimal pro Jahr.